# Julien Desprès
Julien Thierry Desprès (Clamart, 12 de mayo de 1983) es un deportista francés que compitió en remo.
Participó en los Juegos Olímpicos de Pekín 2008, obteniendo una medalla de bronce en la prueba de cuatro sin timonel.
Ganó una medalla de oro en el Campeonato Mundial de Remo de 2010 y dos medallas en el Campeonato Europeo de Remo, en los años 2008 y 2009.

## Palmarés internacional
| Juegos Olímpicos   | Juegos Olímpicos          | Juegos Olímpicos  | Juegos Olímpicos   |
| Año                | Lugar                     | Medalla           | Prueba             |
| ------------------ | ------------------------- | ----------------- | ------------------ |
| 2008               | Pekín (China)             | Medalla de bronce | Cuatro sin timonel |
| Campeonato Mundial |                           |                   |                    |
| Año                | Lugar                     | Medalla           | Prueba             |
| 2010               | Cambridge (Nueva Zelanda) | Medalla de oro    | Cuatro sin timonel |
| Campeonato Europeo |                           |                   |                    |
| Año                | Lugar                     | Medalla           | Prueba             |
| 2008               | Maratón (Grecia)          | Medalla de oro    | Doble scull        |
| 2009               | Brest (Bielorrusia)       | Medalla de bronce | Ocho con timonel   |